# Andiamo a mietere il grano/Anche tu
Andiamo a mietere il grano/Anche tu è un singolo di Louiselle, pubblicato nel 1965 dall'ARC.
È conosciuto soprattutto per il brano Andiamo a mietere il grano, cavallo di battaglia della cantante calabrese.

## Andiamo a mietere il grano
Scritta da Carlo Rossi per il testo e da Marcello Marrocchi per la musica, fu presentata a Un disco per l'estate 1965, arrivando alla serata finale e classificandosi al quarto posto con 2591 voti. Ottenne un notevole riscontro discografico, diventando sicuramente il maggior successo della cantante. La quale, in seguito, si legherà quasi esclusivamente a brani di tematica estiva e tradizione popolare. Un crescendo che alla lunga si rileverà limitativo per il suo repertorio il quale, esaurito il periodo di notorietà, la porterà a non bissare più una tale popolarità.
Il testo è una ballata contadina di carattere folcloristico con protagonista la mietitura del grano e le attività connesse; piacevolmente accompagnate dagli scenari paesaggistici e naturali offerti dalla campagna circostante durante le varie fasi della giornata. Vengono narrate anche le pause dal lavoro, come il riposo all'ombra di un ciliegio e il ritiro nel casolare dopo il tramonto. La musica si compone di una timbrica generalmente bassa, ripetendo ad ogni strofa il titolo e le ultime parole di ogni verso. In contrapposizione al testo, sale di tono nei versi che descrivono le pause dalle attività.
Uscita in seguito al miracolo economico italiano, il brano si presenta come una probabile denuncia verso l'allora nascente società dei consumi, con la conseguente voglia di evasione, le code di auto verso il mare, gli ombrelloni e le spiagge affollate. Un inno all'amore campestre e al settore primario che, fino a prima del boom industriale, occupava gran parte della società.

## Anche tu
Anche tu porta la firma degli stessi autori. La protagonista si rivolge ad uno dei suoi corteggiatori esortandolo a non cercarla più, in quanto è in attesa del vero amore e si dice certa di trovarlo. .

## Cover
Andiamo a mietere il grano fu interpretata in francese nel 1966 da Marie Laforêt con il titolo "La moisson".

## Tracce
7'' ARC AN 4039
1. Andiamo a mietere il grano – 2:27 (Carlo Rossi (paroliere) e Marcello Marrocchi)
2. Anche tu – 3:00 (Carlo Rossi e Marcello Marrocchi)

## Musicisti
- Ennio Morricone e la sua orchestra
- I Cantori Moderni di Alessandro Alessandroni